# Hyperwar
Hyperwar (Kofferwort aus der altgriechischen Präposition und Vorsilbe ὑπέρ hyper „über, über … hinaus, jenseits“ und dem englischsprachigen war „Krieg“) bezeichnet die extreme Beschleunigung des Hybriden Krieges durch eine ständig wachsende Rechenleistung bei Systemen, Sensoren, Plattformen, Architekturen, Präzision, Beweglichkeit, Anpassungsfähigkeit und der Reichweite.

## Allgemein
Er umfasst die Algorithmus- bzw. „KI“-gesteuerte, dabei „selbstlernende“ Kriegsführung mittels entsprechender (automatischer) Waffen und Waffensysteme wie Drohnen oder Kriegsrobotern sowie gleichzeitiger Internet-Sabotage („Cyberwar“). Analog zum „Internet 4.0“ wird auch von „Krieg 4.0“ gesprochen.
Weitere Mittel sind: Human Enhancement, genetische Manipulation, Datenanalyse, Simulation, Verhaltenswissenschaft, quantenbasierte Sensoren zur Überwachung des gesamten Ozeans, synthetische Technologien und Nanotechnologien mit 3D-Druck, Hyperschallwaffen und synthetischer Realität durch Big Data.
Diese können auch innerhalb einer robotergestützten Militärplattform zusammengefasst werden, die sich selbstständig ohne menschlichen Eingriff bewegt und angreift.
Robert H. Latiff nennt es ein gigantisches bewaffnetes Nervensystem, welche extrem nervös ist und das unter Druck steht als erster zuzuschlagen.
Der verteidigungspolitische Sprecher der amtierenden CDU-Bundestagsfraktion Henning Otte verglich die Anwendung künstlicher Intelligenz bei der Kriegführung mit einer entsprechenden Revolution, vergleichbar mit der Erfindung des Schießpulvers oder der Atombombe.